# Янбу-ель-Бахр
Янбу, Я́нбу-ель-Бахр (араб. ينبع البحر) — місто на заході Саудівської Аравії. Населення — 188 000 чоловік (2004).

## Клімат
Місто знаходиться у зоні, котра характеризується кліматом тропічних пустель. Найтепліший місяць — липень із середньою температурою 32.2 °C (90 °F). Найхолодніший місяць — січень, із середньою температурою 20.6 °С (69 °F).
| Клімат Янбу-ель-Бахра   | Клімат Янбу-ель-Бахра | Клімат Янбу-ель-Бахра | Клімат Янбу-ель-Бахра | Клімат Янбу-ель-Бахра | Клімат Янбу-ель-Бахра | Клімат Янбу-ель-Бахра | Клімат Янбу-ель-Бахра | Клімат Янбу-ель-Бахра | Клімат Янбу-ель-Бахра | Клімат Янбу-ель-Бахра | Клімат Янбу-ель-Бахра | Клімат Янбу-ель-Бахра | Клімат Янбу-ель-Бахра |
| Показник                | Січ.                  | Лют.                  | Бер.                  | Квіт.                 | Трав.                 | Черв.                 | Лип.                  | Серп.                 | Вер.                  | Жовт.                 | Лист.                 | Груд.                 | Рік                   |
| Абсолютний максимум, °C | 32                    | 37                    | 38                    | 42                    | 46                    | 47                    | 47                    | 46                    | 47                    | 42                    | 37                    | 35                    | 47                    |
| Середній максимум, °C   | 26                    | 26                    | 29                    | 32                    | 35                    | 37                    | 37                    | 37                    | 37                    | 35                    | 31                    | 28                    | 32                    |
| Середня температура, °C | 20                    | 21                    | 23                    | 27                    | 30                    | 31                    | 32                    | 32                    | 32                    | 29                    | 26                    | 22                    | 27                    |
| Середній мінімум, °C    | 15                    | 15                    | 18                    | 22                    | 24                    | 26                    | 26                    | 26                    | 26                    | 24                    | 20                    | 16                    | 21                    |
| Абсолютний мінімум, °C  | 7                     | 7                     | 8                     | 12                    | 17                    | 18                    | 21                    | 20                    | 20                    | 15                    | 12                    | 8                     | 7                     |
| Норма опадів, мм        | 0                     | 0                     | 20                    | 0                     | 0                     | 0                     | 0                     | 0                     | 0                     | 0                     | 10                    | 0                     | 50                    |
| ----------------------- | --------------------- | --------------------- | --------------------- | --------------------- | --------------------- | --------------------- | --------------------- | --------------------- | --------------------- | --------------------- | --------------------- | --------------------- | --------------------- |
| Джерело: Weatherbase    |                       |                       |                       |                       |                       |                       |                       |                       |                       |                       |                       |                       |                       |

## Історія
Протягом першого тисячоліття до нашої ери місто було центром на караванному шляху з Ємену по якому в Середземномор'я доставлялися пахощі.
Пізніше місто стало важливим портом для мусульманських паломників до Медини (170 км на схід) і Мекки (370 км на південний схід).
Входив до Османської імперії. Після Першої світової війни у складі незалежної арабської держави Хіджаз. Після об'єднання останнього з Недждом — у складі Саудівської Аравії.
В 1975 році обраний урядом для будівництва сучасного індустріального центру.

## Економіка
Великий нафтоналивний порт на Червоному морі. Кілька паралельних нафтопроводів і газопроводів з'єднують місто з районами видобутку біля берегів Перської затоки. Кілька великих підприємств нафтопереробних і нафтохімічної промисловості. Завод з опріснення морської води. Торговий порт. Військово-морська база.

## Транспорт
Аеропорт. Сучасні автостради з'єднують Янбу-ель-Бахр з іншими районами Саудівської Аравії.

## Уродженці
- Абу Дулаф аль-Хазраджі — арабський поет, географ і мандрівник, вчений X століття.